# 头道街站

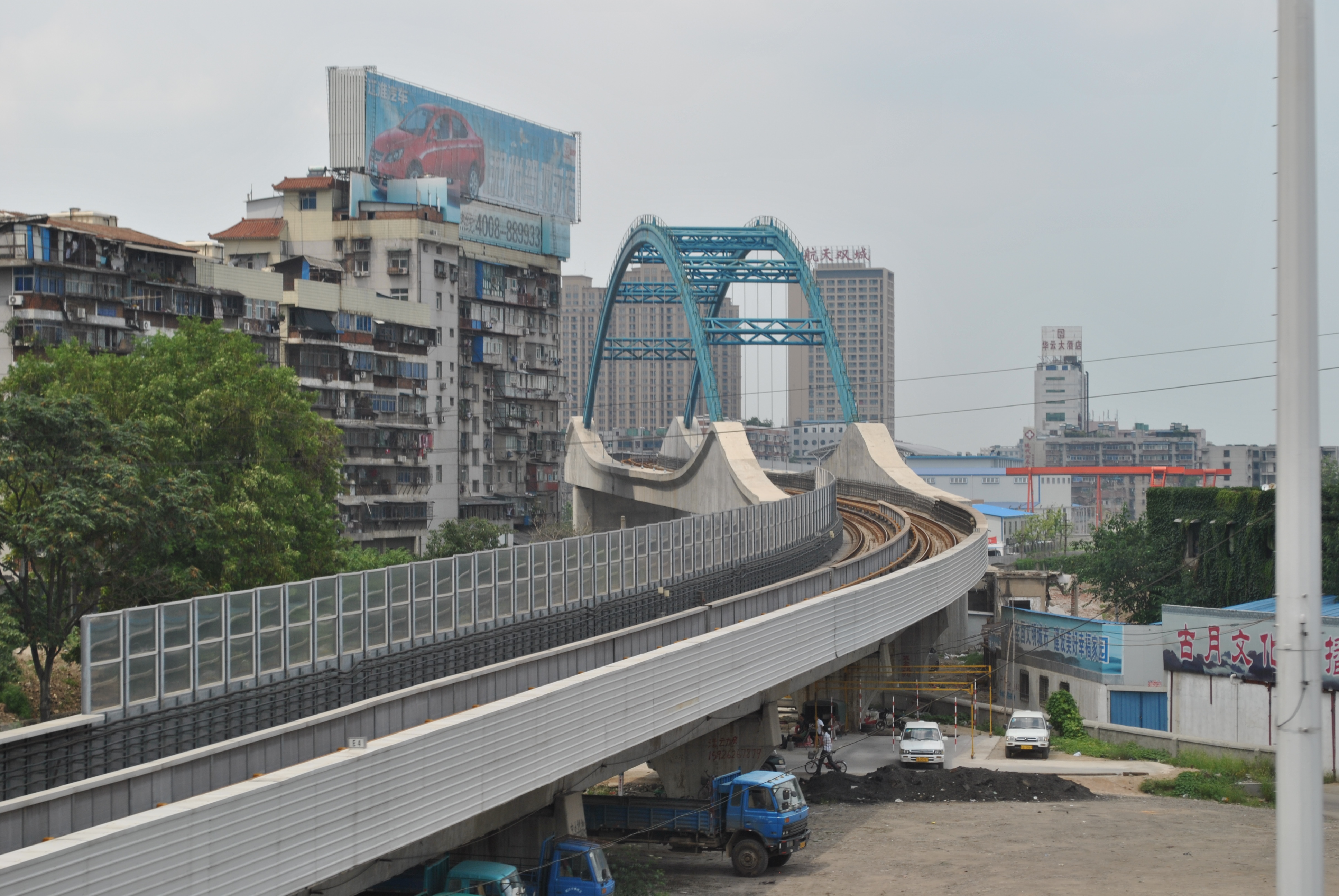
临近头道街站下穿长江二桥后跨越原江岸货场的一号线桥梁

头道街站位于中华人民共和国湖北省武汉市江岸区，是武汉地铁1号线的地铁车站
。

## 车站结构
车站位于解放大道上，临近武汉长江二桥北端下桥处，沿解放大道布置。为南北走向。
车站为高架三层岛式站台，地面为解放大道主干道，上二层为车站站厅房屋。

### 楼层分布
| 地上三层 | 侧式站台，右侧开门 | 侧式站台，右侧开门                           | 侧式站台，右侧开门 | 侧式站台，右侧开门 |
|          |                    | █ 1号线 往径河（黄浦路）                     |                    |                    |
|          |                    | █ 1号线 往汉口北（二七路）                   |                    |                    |
|          | 侧式站台，右侧开门 |                                              |                    |                    |
| 地上二层 | 站厅               | 售票机、客服中心、洗手间（付费区）、聯外天橋 |                    |                    |
| 地面     |                    | 出入口                                       |                    |                    |

### 车站出口
|                                                 |      |      |  |
| 出口編號                                        | 設施 | 照片 |  |
| A                                               |      |      |  |
| B                                               |      |      |  |
| C                                               |      |      |  |
| 注： 設有升降機 \| 設有輪椅升降台 \| 設有洗手間 |      |      |  |

## 历史
头道街站是武汉地铁1号线二期工程的站点之一。2010年7月29日正式开通运营。

## 接驳交通

### 公汽
3路电车、4路、212路、346路、408路、508路、509路、551路、577路、583路、622路、707路、727路、793路

### 内部链接
- 武汉地铁车站列表